# Caravino
Caravino is een gemeente in de Italiaanse provincie Turijn (regio Piëmont) en telt 1031 inwoners (31-12-2004). De oppervlakte bedraagt 11,5 km², de bevolkingsdichtheid is 90 inwoners per km².

## Demografie
Caravino telt ongeveer 459 huishoudens. Het aantal inwoners daalde in de periode 1991-2001 met 4,3% volgens cijfers uit de tienjaarlijkse volkstellingen van ISTAT.
| Jaar | Inwoneraantal |
| ---- | ------------- |
| 1991 | 1053          |
| 2001 | 1008          |

## Geografie
Caravino grenst aan de volgende gemeenten: Albiano d'Ivrea, Azeglio, Strambino, Settimo Rottaro, Vestignè, Cossano Canavese en Borgomasino.

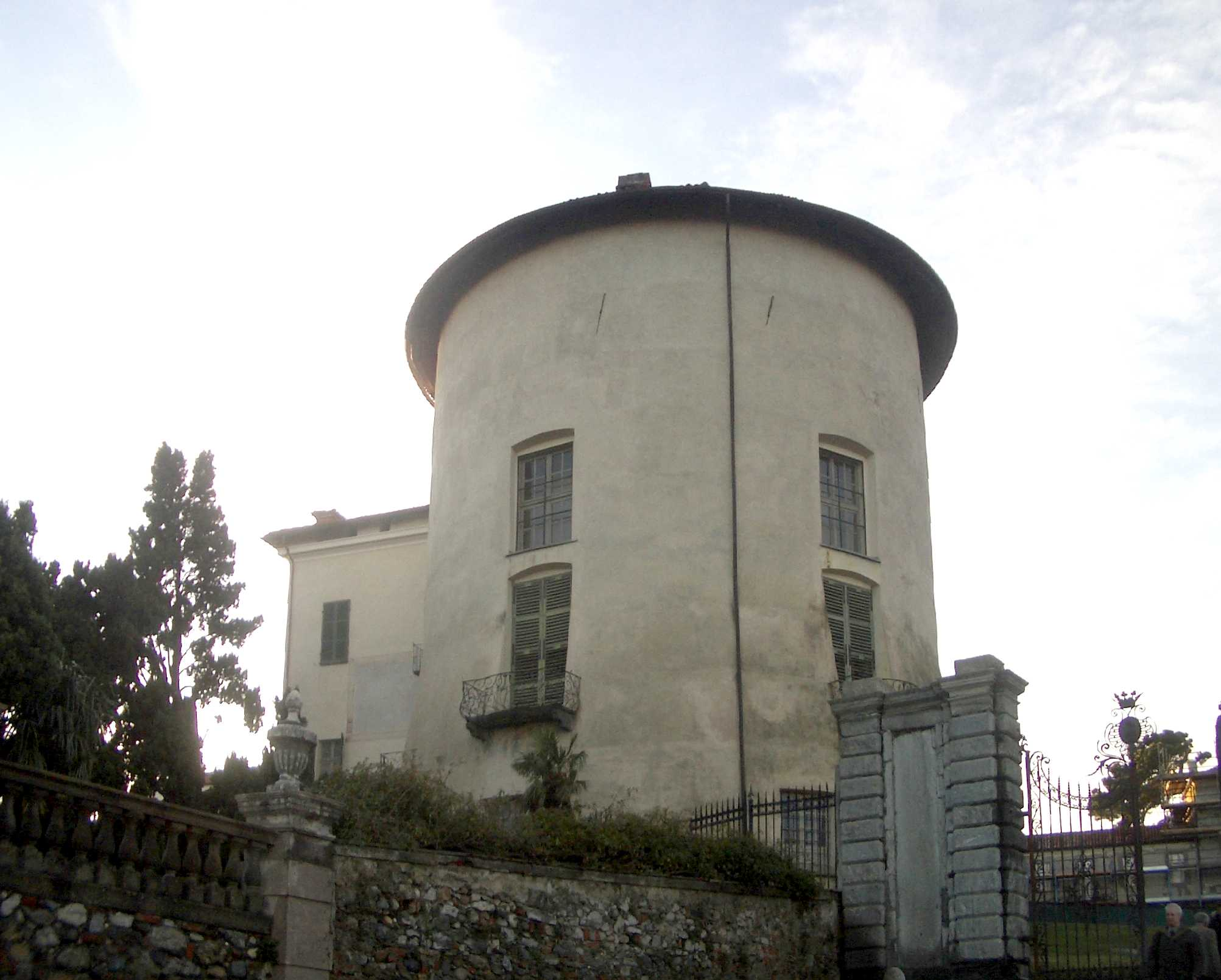
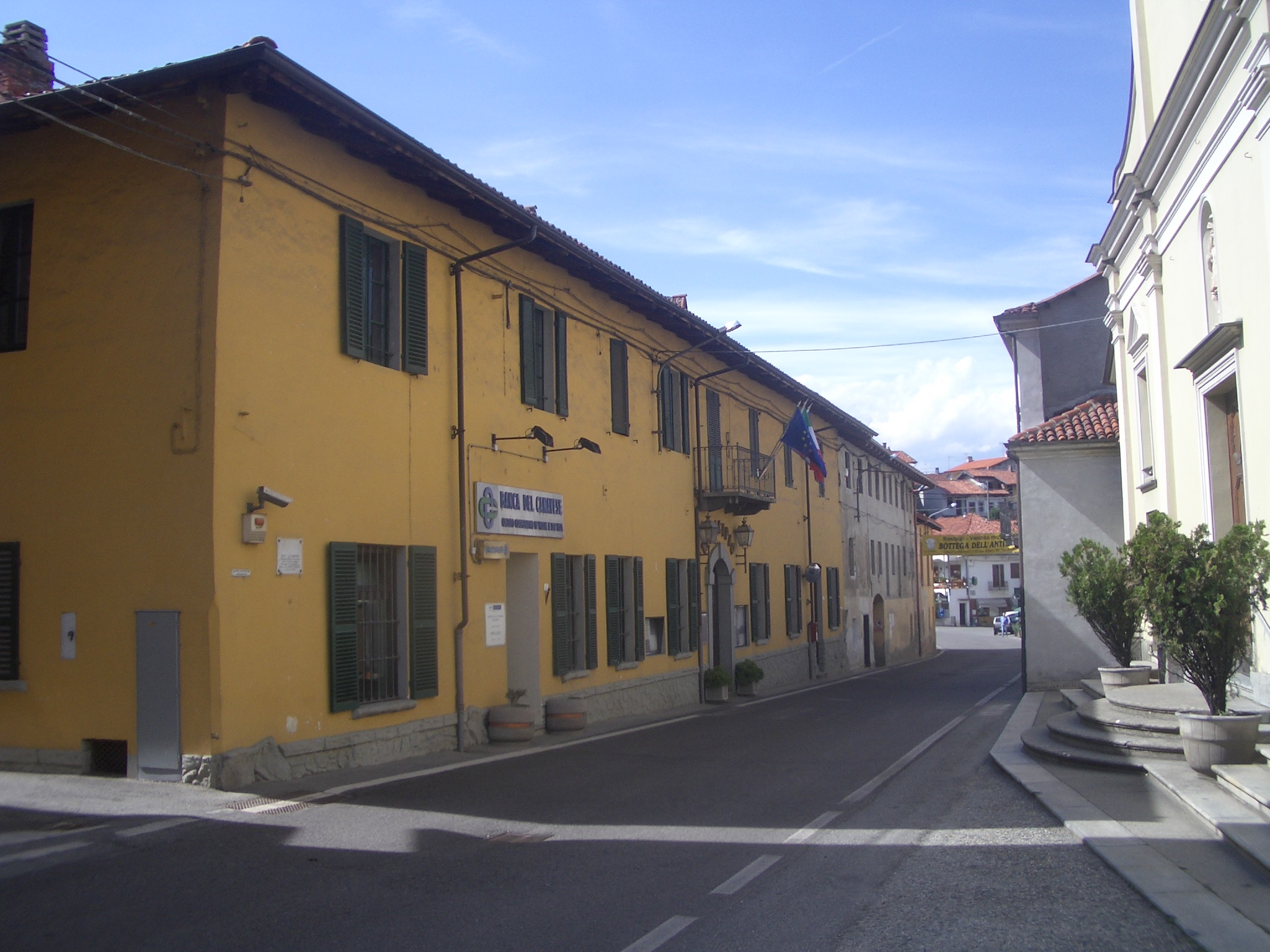

1. ↑  https://demo.istat.it/?l=it.